# Green Carnation
Green Carnation ist eine norwegische Metal- und Rock-Band aus Kristiansand, die im Jahr 1990 gegründet wurde.

## Bandgeschichte
Kurz nach der Gründung stieß Richart Olsen als Sänger zur Band. Green Carnation absolvierten einige Auftritte und nahmen 1991 ein Demo auf. Danach gab es Meinungsverschiedenheiten bezüglich der Musik, der Texte und des Auftretens der Band; als Tchort außerdem angeboten wurde, sich Emperor anzuschließen, hielt die Band es für „besser, mit GC an der Stelle eine Pause einzulegen, statt Animositäten aufkommen zu lassen“. Die verbleibenden Mitglieder gründeten daraufhin die Pagan-Metal-Band In the Woods…. Ende 1998 wurde die Band wiedervereinigt und begann, Ideen für ihr Debütalbum zu sammeln; dieses wurde 1999 mit befreundeten Gastsängern (u. a. Vibeke Stene von Tristania und Synne „Soprana“ Larsen von In the Woods…) aufgenommen und erschien 2000 unter dem Titel Journey to the End of the Night bei Prophecy Productions.
Das zweite Album Light of Day, Day of Darkness folgte 2001, allerdings war von der vorigen Besetzung nur Tchort übrig geblieben und Gründungsmitglied Anders Kobro (mittlerweile Schlagzeuger bei Carpathian Forest) gehörte neben Kjetil Nordhus (Trail of Tears), Bjørn Harstad (In the Woods…) und Stein Roger Sordal nun zur Band. Das Album wurde mit zahlreichen Gastmusikern aufgenommen, enthielt nur ein einziges 60-minütiges Stück und zeigte Anklänge an Gothic Metal und Progressive Metal. Es war Album des Monats Dezember im deutschen Metal Hammer und wurde in Gänze beim Wacken Open Air 2002 aufgeführt.
Green Carnation wechselten nun zu Season of Mist und entwickelten auf den folgenden Alben ihren Stil deutlich weiter, was bei der Presse zumeist auf positive Resonanz stieß. Im deutschen Metal Hammer wurde A Blessing in Disguise, nun zusätzlich mit Keyboarder Bernt A. Moen, Album des Monats Juli 2003. Auf The Quiet Offspring und The Acoustic Verses spielte Kenneth Silden Keyboard, Michael Krumins spielte Gitarre und auf The Acoustic Verses hatte Tommy Jackson das Schlagzeug übernommen. Tchort kündigte im Beiheft das Album The Rise and Fall of Mankind an, welches jedoch bislang nicht erschienen ist. Nach der Veröffentlichung einer zweiten Live-DVD im Jahr 2007 wurde es ruhig um die Band.
Erst 2014 kamen Green Carnation wieder für ein Konzert zusammen. Für 2016 wurden Auftritte zum 15-jährigen Jubiläum des zweiten Albums angekündigt.

## Stil
Green Carnations Demoaufnahme Hallucinations of Despair war dem Death Metal zuzuordnen. Nach dieser Aufnahme waren sich die Mitglieder der Band bezüglich der Musik, der Texte und des Auftretens uneinig: Tchort und der Sänger traten mit blutbeschmierten Gesichtern auf und steuerten blutrünstige Texte bei, während die übrigen Mitglieder auf Blut verzichteten und komplexere, anspruchsvollere Texte über den menschlichen Verstand bevorzugten.
Ihr nach der Wiedervereinigung veröffentlichtes Debüt Journey to the End of the Night ist ein Konzeptalbum; Tchort verarbeitete auf diesem Album den Tod seiner Tochter und auf dem Nachfolger Light of Day, Day of Darkness die gegensätzlichen Gefühle, die aus dem Tod seiner Tochter und der Geburt seines Sohnes resultierten. Green Carnations Plattenfirma Prophecy Productions bezeichnete den neuen Stil der Band auf ihrem Debütalbum als Psychedelic Doom Metal. Aufgrund zahlreicher von Chris Botteri geschriebener Riffs und der von ihm verwandten Effekte erinnert das Album an In the Woods…. Light of Day, Day of Darkness wiederum mischte Progressive Metal mit Gothic Rock und Retro-Klängen. The Quiet Offspring näherte sich dem Hard Rock an, The Acoustic Verses war ein rein akustisches Album.

## Diskografie

### Studio
- 1991: Hallucinations of Despair (MC; Eigenvertrieb)
- 2000: Journey to the End of the Night (CD/2xLP; Prophecy Productions) Erschien bis 2006 in insgesamt 7 Versionen.
- 2001: Light of Day, Day of Darkness (CD/CD+DVD-V/2xLP/FLAC; Prophecy Productions)  Erschien bis 2018 in insgesamt 9 Versionen.
- 2003: A Blessing in Disguise (CD/2xLP; Season of Mist)
- 2005: The Quiet Offspring (CD; Season of Mist)
- 2005: The Burden Is Mine… Alone EP (CD; Sublife Productions)
- 2006: The Acoustic Verses (CD; The End Records)
- 2020: Leaves of Yesteryear (CD/2xLP; Season of Mist)

### Konzertaufnahmen
- 2004: Alive and Well… In Krakow (CD/CD+DVD-V/DVD; Metal Mind Productions)
- 2007: A Night Under the Dam (DVD; Sublife Productions)
- 2018: Last Day of Darkness (CD+DVD-V/2xLP; Prophecy Productions)

### Kompilationen
- 2004: The Trilogy (6xLP; Prophecy Productions) Kompiliert die ersten drei Alben auf Vinyl.